# Sainte-Brigitte-des-Saults
Sainte-Brigitte-des-Saults är en kommun i provinsen Québec av typen socken (municipalité de paroisse) i provinsen Québec i Kanada. Den ligger i regionen Centre-du-Québec, i den sydöstra delen av landet, 260 km öster om huvudstaden Ottawa. Antalet invånare var 737 vid folkräkningen 2021. Landarean är 71 kvadratkilometer.